# Legazpi (Spanje)
Legazpi is een gemeente in de Spaanse provincie Gipuzkoa in de regio Baskenland met een oppervlakte van 42 km². Legazpi telt 8.485 inwoners (1 januari 2016).

## Demografische ontwikkeling
Bron: INE, 1857-2011: volkstellingen

## Geboren
- Irene Paredes (1991), voetbalster